# Walter Glur
Pour les articles homonymes, voir Christian Glur.
Walter Glur né le 11 avril 1943 à Oftringen est une personnalité politique suisse membre de l'Union démocratique du centre. 

## Biographie
Il est élu au Conseil national comme représentant du canton d'Argovie de 1999 à 2011. 